# Svetoslav Suronja
Svetoslav Suronja, hrvaški vladar iz rodu Trpimirovićev, vladal  od okrog 996  do okrog 1000, *?, † ?. 

## Življenje
Svetoslav Suronja je bil sin hrvaškega vladarja Štefana Držislava in brat Krešimirja III. ter Gojislava. Čeprav je Štefan Držislav Svetoslava kot najstarejšega sina že za svojega življenja postavil za sovladarja, ki je imel status kneza, je bila Hrvaška, omejena predvsem na notranje ozemlje današnje Dalmacije in dela Hercegovine, preveč oslabela, zato je po Štefanovi smrti zašla v državljansko vojno.  
Hrvaška šibkost je izhajala predvsem iz okrepljene vloge Benetk na področju vzhodnega Jadrana. Benetke so se že leta 992 sporazumele z Bizancem , istega leta pa so uspele urediti tudi odnose z Nemci.   Leta 996 so tako okrepljene Benetke Hrvaški prenehale plačevati tribut za svobodno plovbo, kar je povzročilo sovražnosti, ki so se nadaljevale tudi po Štefanovi smrti.
Mlajša brata sta se Suronji uprla in prepir je prerastel v državljansko vojno. To je v temeljih spremenilo dotedanja razmerja moči. Krešimir III. in Gojislav sta verjetno za pomoč prosila bolgarskega carja Samuela.  Samuel je leta 998 prodrl na sever, zavzel Dukljo, zaustavil Benečane ter oplenil bizantinsko obalo vse do Zadra, nato pa so se Samuelovi vojaki utrdili na travunijsko-hrvaški in na bosansko-hrvaški meji. V takšnih razmerah se je oslabljeni kralj Svetoslav povezal z beneškim dožem Orseolom II. in na beneški dvor za talca poslal svojega sina Štefana. Dož je v vojni 999/1000 lahko povečal svoj vpliv v Dalmaciji, saj so se mu dalmatinska mesta večinoma prostovoljno predajala.  Benečani so  dalmatinskim mestom prepovedali plačevati davke Hrvatom, vendar pa je bila njihova nadoblast le kratkotrajna. Krešimir in Gojislav sta okrog leta 1000 zmagala nad Svetoslavom in prevzela oblast. Svetoslav je po letu 1000 živel na beneškem dvoru, od koder je okrog leta 1026 s sinom Štefanom pobegnil na ogrski dvor.